# Le Mans '66
Le Mans '66 (originaltitel: Ford v Ferrari) er en amerikansk dramafilm fra 2019, instrueret af James Mangold og skrevet af Jez Butterworth, John-Henry Butterworth, og Jason Keller. Filmen har Matt Damon og Christian Bale i hovedrollerne og Jon Bernthal, Caitriona Balfe, Tracy Letts, Josh Lucas, Noah Jupe, Remo Girone, og Ray McKinnon på rollelisten.
Filmen havde verdenspremiere ved Telluride Film Festival den 30. august 2019 og fik premiere i biografen i USA 15. november, udgivet af 20th Century Fox.
Filmen har indtjent $ 219,8 millioner på verdensplan og modtog kritisk anerkendelse fra kritikere, der hyldede skuespillet og racersekvenserne.
Filmen blev valgt af National Board of Review som en af de ti bedste film i 2019, og blev nomineret til 4 Oscars inklusiv Oscar for bedste film.
Bale blev nomineret til en Golden Globe for bedste skuespiller - drama og Screen Actors Guild Award for Outstanding Performance by a Male Actor in a Leading Role - Motion Picture

## Medvirkende
- Matt Damon som Carroll Shelby
- Christian Bale som Ken Miles
- Caitriona Balfe som Mollie Miles
- Jon Bernthal som Lee Iacocca
- Tracy Letts som Henry Ford II
- Josh Lucas som Leo Beebe

## Produktion
20th Century Fox havde længe arbejdet på en filmen baseret på rivaliseringen mellem Ford og Ferrari for at dominere Le mans udholdenhedsløb.
Oprindeligt skulle hovedrollerne spilles af Tom Cruise og Brad Pitt og havde et originalt manuskript af Jason Keller, men projektet faldt fra hinanden efter manuskriptforfatterne Jez Butterworth og John-Henry Butterworth udarbejdede et manuskript og Joseph Kosinski blev hentet ind som instruktør.
5. februar 2018 blev det offentliggjort at James Mangold var blevet ansat til at instruere filmen, baseret på det oprindelige manuskript af Jason Keller, Jez Butterworth og John Henry Butterworth.
Senere kom Caitriona Balfe, Jon Bernthal, og Noah Jupe på rollelisten sammen med Matt Damon og Christian Bale i de ledende roller.
I juli 2018 blev Jack McMullen castet i rollen som som en af Ken Miles' centrale britiske mekanikere og Tracy Letts fik rollen som Henry Ford II sammen med Joe Williamson.
I august blev JJ Feild castet til rollen som Roy Lunn en bilingeniør der arbejdede hos Ford i england og Henry Ford IIs højre hånd.
Komponisten Marco Beltrami afslørede i et interview at han skulle komponere musikken til filmen. Han har tidligere arbejdet sammen med Mangold i filmene 3:10 to Yuma, The Wolverine og Logan.
Indspilningen begyndte 30. juli 2018 og varede i 67 dage og fandt sted i Californien; New Orleans, Louisiana; Atlanta; Savannah; og Statesboro, Georgia og Le Mans i Frankrig.

## Udgivelse
Le Mans '66 havde premiere ved Telluride Film Festival den 30. august 2019, og vist på Toronto International Film Festival den 9. september 2019.
Derefter blev den udgivet i USA af 20th Century Fox den 15. november 2019 i 2D IMAX og Dolby Cinema.
I Danmark havde filmen premiere 14. november 2019.

## Modtagelse

### Kritisk respons
På hjemmesiden Rotten Tomatoes har filmen en vurdering på 92% baseret på 313 anmeldelser, med en gennemsnitlig bedømmelse på 7,75 / 10. Webstedets kritikeres konsensus lyder: "Le Mans '66 leverer alle de polerede auto action, publikum vil forvente - og balancerer det med nok gribende menneskelige drama til at tilfredsstille ikke-racing entusiaster."
Metacritic tildelte filmen et vægtet gennemsnitskarakter på 81 ud af 100, baseret på 46 kritikere, hvilket indikerede "universal anerkendelse".
Per Juul Carlsen fra filmland gav filmen 5 ud af 6 stjerner og skrev at "Le Mans '66 er en virkelig billedlækker og storladen hyldest til drømmerne" og roste de to hovedrolleindehavere.
Mick LaSalle fra San Francisco Chronicle gav filmen 4 ud af 4 stjerner og sagde at den "er hvad den lover at være, a blast from the past" og skrev at "Le Mans '66 kunne bare have været en sportshistorie, der dramatiserer et interessant kapitel i racing, og det ville have været fint. Men ved at vise Ford og hans minions konstante indblanding i det dedikerede arbejde fra Miles og Shelby, bliver denne James Mangold-film en fortælling om sjæle, der bekæmper de sjælløse."
Varietys Peter DeBruge roste racing-sekvenserne og Bale og Damons optræden, og skrev "De bedste sportsfilm handler ikke så meget om sport som de er om personligheder og disse to bliver store i deres optræden."